# Stummes Schreibgespräch
Das stumme Schreibgespräch (englisch silent discussion) ist eine Unterrichtsmethode, bei der Schüler schriftlich miteinander kommunizieren. Die Methode ist vergleichbar mit dem elektronischen Chat (Instant Messaging), jedoch findet sie handschriftlich statt. Im Unterrichtsgespräch zurückhaltendere Schüler haben hier die Chance, sich besser in eine Diskussion einzubringen.